# 전인택
전인택(全仁澤, 1952년 6월 18일 ~ )은 대한민국의 배우다.

## 데뷔
- 1974년 1월 아시아 일본으로 이민 하고 이주 하고 일본 도쿄 연극배우 데뷔 첫 하였고 1975년 3월 아시아 한국 대한민국 경상북도 성주군 가천면으로 돌아 온 뒤었고 1년만에 1976년 아시아 한국 대한민국 경상북도 성주군 가천면 연극배우 데뷔 이전 하고 바뀌고 2년만에 재데뷔 하였고 첫 데뷔한 그는 같은 해 1976년 MBC 8기 공채 탤런트로 데뷔를 했다.
- 송기윤과 김동현과 데뷔 했다.

## 학력
- 1973년 동양공업전문대학 정보전자학과 전문학사
- 1987년 5년제 한국방송통신대학교 경영학과 학사
- 1995년 동국대학교 문화예술대학원 예술학 석사

## 출연작

### 드라마

#### MBC
- 1977년 일일연속사극 《옥녀》
- 1979년 6.25특집극 《최후의 증인》
- 1979년 일일연속극 《당신은 누구시길래》
- 1980년 주간드라마 《청춘의 초상》
- 1980년 농촌드라마 《전원일기》 ... 영애 남편 원식 역
- 1981년 주간드라마 《암행어사》
- 1983년 조선왕조 오백년 《추동궁 마마》 ... 진안대군 이방우 역
- 1983년 반공드라마 《3840 유격대》
- 1984년 조선왕조 오백년 《설중매》 ... 안평대군 역
- 1985년 조선왕조 오백년 《임진왜란》 ... 권필 역
- 1985년 베스트셀러극장 《야망의 땅》
- 1986년 조선왕조 오백년 《회천문》 ... 권필 역
- 1988년 조선왕조 오백년 《인현왕후》 ... 김만중 역
- 1989년 미니시리즈 《대도전》 ... 무룡 역
- 1992년 대하드라마 《일출봉》 ... 염동 역
- 1992년 주말연속극 《아들과 딸》 ... 서준표 역
- 1993년 미니시리즈 《일지매》 ... 포도대장 역
- 1993년 8.15특집극 《낙동강》
- 1993년 대하드라마 《제3공화국》 ... 이병두 역
- 1994년 미니시리즈 《마지막 승부》 ... 한영대학교 농구부 코치 유학수 역
- 1994년 대하드라마 《야망》 ... 천민 출신 천주교도 김여삼 역
- 1995년 미니시리즈 《호텔》 ... 최기훈 역
- 1995년 미니시리즈 《거미》 ... 이강준 역
- 1997년 미니시리즈 《의가형제》 ... 강릉병원 치과 강준섭 과장 역
- 1998년 미니시리즈 《해바라기》 ... 장현우의 형 장현준 역
- 2001년 대하드라마 《홍국영》 ... 육손이 역
- 2002년 미니시리즈 《로망스》
- 2002년 미니시리즈 《리멤버》 ... 이영태 역
- 2003년 일요아침드라마 《1%의 어떤 것》 ... 민혁주 역
- 2003년 대하드라마 《대장금》 ... 내의원 내의정 정윤수 역
- 2003년 미니시리즈 《다모》 ... 덕수 역
- 2004년 대하드라마 《영웅시대》 ... 김재홍 역
- 2005년 대하드라마 《제5공화국》 ... 특전사령부 제1공수특전여단장 박희도 장군 역
- 2005년 대하드라마 《신돈》 ... 이색 역
- 2006년 일일연속극 《얼마나 좋길래》 ... 서필두 역
- 2008년 설날 특집극 《쑥부쟁이》 ... 차남 박영두 역
- 2008년 미니시리즈 《스포트라이트》 ... 우진 아버지 역
- 2009년 미니시리즈 《돌아온 일지매》
- 2009년 미니시리즈 《2009 외인구단》 ... 외인구단 감독 손병호 역
- 2010년 4부작 드라마 《런닝, 구》 ... 구상만 역
- 2010년 주말연속극 《민들레 가족》 ... 영수 역
- 2011년 8.15특집극 《절정》 ... 이육사 부 역
- 2014년 주말연속극 《왔다! 장보리》 ... 박종하 역
- 2015년 아침연속극 《내일도 승리》 ... 한태성(1~10회 특별출연) 역

#### 타 방송사
- 1994년 SBS 아침연속극 《그대의 창》 ... 정진서 역
- 1995년 KBS2 다큐드라마 《역사의 라이벌》
- 1996년 KBS2 납량 특집 전설의 고향 《숫돌바위》
- 1998년 KBS1 대하드라마 《왕과 비》 ... 수양대군의 집사 임운 역
- 2001년 KBS2 대하드라마 《명성황후》 ... 이용익 역
- 2002년 KBS2 대하드라마 《장희빈》 ... 김석주 역
- 2003년 EBS TV로 보는 원작동화 《멋진 내 남자친구》 ... 목우 아빠 역
- 2003년 SBS 설날특집극 《도토리묵》 ... 박 선생 역
- 2003년 EBS TV로 보는 원작동화 《과외전쟁》 ... 예나 부 역
- 2003년 EBS TV로 보는 원작동화 《꿈속의 친구》 ... 하윤 아빠 역
- 2004년 EBS 어린이드라마 《네 손톱 끝에 빛이 남아있어》 ... 연구소장 역
- 2005년 SBS 미니시리즈 《패션 70's》 ... 고창회 역
- 2005년 EBS 청소년드라마 《겨울아이》 ... 상원 역
- 2007년 SBS 주말 특별기획 《푸른 물고기》 ... 이만재 역
- 2009년 SBS 주말 특별기획 《찬란한 유산》 ... 고평중 역
- 2011년 JTBC 대하드라마 《인수대비》 ... 엄자치 역
- 2012년 SBS 드라마 스페셜 《유령》 ... 조경문 역
- 2013년 SBS 월화드라마 《장옥정, 사랑에 살다》 ... 현종 역
- 2013년~2014년 SBS 드라마 스페셜 《별에서 온 그대》 ... 서이화의 아버지 역
- 2016년 KBS2 수목드라마 《태양의 후예》 ... 유시진의 아버지 유영근 역
- 2016년 네이버 TV 웹드라마 《투모로우보이》 ... 공방사장 역
- 2017년 KBS1 일일연속극 《무궁화 꽃이 피었습니다》 ... 차상철 역
- 2022년 KBS2 일일연속극 《황금 가면》... 유대성 역

### 영화
- 1985년 《에미》
- 1986년 《뛰는 자 나는 자》
- 1987년 《박철수의 헬로 임꺽정》
- 1987년 《두 여자의 집》 ... 윤지호 역
- 1991년 《젊은 날의 초상》 ... 칼갈이 역

### 연극
- 《대한제국 조선 융희양제 이왕 순종》 ... 고종 황제 이형 역(주연)

### 수상
- 2003년 MBC 연기대상 공로상